# Окума
Окума (яп. 大熊町 О:кума-мати) — посёлок в Японии, находящийся в уезде Футаба префектуры Фукусима. Площадь посёлка составляет 78.71 км², население — 863 (1 февраля 2021), плотность населения — 11 чел./км². 
В Окуме расположена АЭС Фукусима I, мощностью 4,700 МВт (6 энергоблоков).
11 марта 2011 года на АЭС Фукусима I произошла авария. Жители населенного пункта эвакуированы. С 10 апреля 2019 приказ об эвакуации был отменён, но по состоянию на 2019 года «труднодоступная территория» по-прежнему занимает большую часть посёлка (приказ об эвакуации отменён только на юго-западе посёлка). Эстафета олимпийского огня летних Олимпийских игр 2020 прошла через посёлок Окума.

## Географическое положение
Посёлок расположен на острове Хонсю в префектуре Фукусима региона Тохоку. С ним граничат город Тамура, посёлки Томиока, Намиэ, Футаба и село Каваути.

## Население
Население посёлка составляет 10 887 человек (1 августа 2014), а плотность — 138,34 чел./км². Изменение численности населения с 1980 по 2005 годы:
| 1980 | 9296 чел.   |  |
| 1985 | 9988 чел.   |  |
| 1990 | 10 304 чел. |  |
| 1995 | 10 656 чел. |  |
| 2000 | 10 803 чел. |  |
| 2005 | 10 992 чел. |  |

## Символика
Деревом посёлка считается пихта твёрдая, цветком — цветок груши грушелистной, птицей — чёрный коршун.